# Comparettia palatina
Comparettia palatina är en orkidéart som först beskrevs av Senghas, C.Lang och Kast, och fick sitt nu gällande namn av Mark W. Chase och Norris Hagan Williams. Comparettia palatina ingår i släktet Comparettia, och familjen orkidéer.
Artens utbredningsområde är Colombia. Inga underarter finns listade i Catalogue of Life.